# Гесс, Ильза
Ильза Гесс (нем. Ilse Heß, урожд. Ильза Прёль (Ilse Pröhl); 22 июня 1900, Ганновер — 7 сентября 1995, Лилиенталь) — супруга Рудольфа Гесса. Убеждённая национал-социалистка, член НСДАП с 1921 года. Опубликовала несколько книг переписки с мужем, отбывавшим пожизненное заключение в тюрьме Шпандау.

## Биография
Ильза родилась в семье состоятельного ганноверского врача Фридриха Прёля, придерживавшегося национал-консервативных взглядов. Отец Ильзы погиб во время Капповского путча. Мать вышла замуж во второй раз за художника-портретиста Карла Горна, возглавлявшего Бременскую академию художеств.
Ильза поступила в Мюнхенский университет, став одной из первых студенток, и изучала германистику и библиотечное дело. Познакомилась с Рудольфом Гессом в апреле 1920 года в Мюнхене, когда готовилась к поступлению в университет. Они проживали в одном пансионе Шильдберга в мюнхенском районе Швабинг. Весной 1920 года Гесс пригласил Ильзу на одно из собраний, где выступал Адольф Гитлер. По словам Ильзы, идеи Гитлера произвели на неё неизгладимое впечатление. В 1921 году Ильза в соответствии со своими убеждениями вступила в НСДАП и стала для будущего мужа «политическим секретарём». В 1955 году Ильза Гесс призналась, что сыграла большую роль в укреплении почти магической привязанности Гесса к Гитлеру. Ильза навещала Гесса в Ландсбергской тюрьме, после его освобождения занималась вместе с Гессом редактированием «Майн кампф». Рудольф Гесс не форсировал отношения с Ильзой, несмотря на её увлечение им. Именно Гитлер подтолкнул своего личного секретаря Гесса к женитьбе на Ильзе, которая состоялась 20 декабря 1927 года в Мюнхене. Гитлер выступил свидетелем жениха и стал крёстным отцом единственному сыну Гессов Вольфу Рюдигеру, родившемуся 18 ноября 1937 года.
После прихода к власти национал-социалистов Гессы поселились в роскошном доме в Харлахингене. Ильза обзавелась обслугой, личным водителем и двумя секретарями для обработки её корреспонденции, сопровождала мужа на крупных партийных мероприятиях. Фотографии Ильзы Гесс с сыном регулярно появлялись на страницах газет. После перелёта Гесса в Шотландию Ильза с сыном выехала из Мюнхена в Бад-Хинделанг и, несмотря на произошедшее, пользовалась поддержкой и защитой Гитлера, назначившего ей ежемесячную пенсию в 1100 рейхсмарок. 3 июня 1947 года Ильза Гесс, как и другие жёны нацистских преступников, осуждённых на Нюрнбергском процессе, была арестована и отправлена в лагерь в Аугсбурге. Её освободили 24 марта 1948 года, она переехала в Алльгой, где в 1955 году открыла пансион.
Ильза Гесс оставалась убеждённой национал-социалисткой. Она сохраняла преданность Гитлеру до своей смерти и принимала участие в работе организации «Тихая помощь» и публиковала переписку с находящимся в заключении супругом, который, тем не менее, до 1969 года отказывался от свиданий с семьёй. С 1949 года Ильза Гесс состояла в переписке с Винифред Вагнер, также сохранившей верность идеалам национал-социализма.
После смерти была похоронена рядом с мужем на лютеранском кладбище в Вунзиделе. Могила Гессов была ликвидирована в 2011 году по решению церковного совета.

## Сочинения
- «Судьба в письмах». Ein Schicksal in Briefen. Druffel-Verlag, Leoni am Starnberger See 1971 (более 40 изданий).
- «Ответ из камеры 7». Antwort aus Zelle 7. Druffel-Verlag, Leoni am Starnberger See 1967.
- «Англия — Нюрнберг — Шпандау». England — Nürnberg — Spandau. Druffel-Verlag, Leoni am Starnberger See 1967.
- «Узник мира — Новые письма из Шпандау». Gefangener des Friedens — Neue Briefe aus Spandau. Druffel-Verlag, Leoni am Starnberger See 1955.